# Thecla fasciata
Thecla fasciata är en fjärilsart som beskrevs av Oliver Erichson Janson 1878. Thecla fasciata ingår i släktet Thecla och familjen juvelvingar. Inga underarter finns listade i Catalogue of Life.